# 交换图表
在数学领域，尤其是范畴论中，通常使用以对象为顶点、态射为边的交换图表来直观的表达一些性质，尤其是泛性质。
在图表中，复合连接任意两个对象的不同路径上的态射，所得的结果均相等，则称此图表可交换。同时，按照惯例，实线通常表示任意给定的态射，虚线则表示存在或唯一存在的态射。

## 举例
- 下面的正方形为可交换，如果满足条件：y o w = z o x。

- 如下表明积的泛性质的图表可交换。此图表意味着，对任意存在态射f1 : Y → X1和f2 : Y → X2的对象Y，在同構的意義下，存在唯一态射f，满足：

π1 o f = f1
π2 o f = f2